# Rolf W. Stoll
Rolf W. Stoll (* 1951 in Donaueschingen) ist ein deutscher Musikwissenschaftler.  

## Biographie
Stoll absolvierte zunächst ein Lehrerstudium, später ein Studium der Musikwissenschaft und Ethnologie in Tübingen. Von 1974 bis 1980 arbeitete er als Grund- und Hauptschullehrer. 1980 bis 1987 studierte er Musikwissenschaft und Ethnologie an der Eberhard Karls Universität Tübingen.
Seit 1989 war Stoll Leiter des Verlagsbereichs Zeitschriften bei Schott Music. Von 1993 bis 2017 war er außerdem Herausgeber und Chefredakteur der Neuen Zeitschrift für Musik, von 1999 bis 2017 außerdem Geschäftsführer der Schott Music & Media GmbH (Labels WERGO für zeitgenössische Musik, INTUITION für Jazz sowie TUITION für Pop).
Von 2014 bis 2017 leitete er den Verlagsbereich „Information & Medien“ (u. a. Entwicklung digitaler Medien) bei Schott Music.
Stoll veröffentlichte Bücher und Beiträge zur Musik Chinas, zur Musik der Renaissance (Guillaume Dufay) und zur zeitgenössischen Musik. Er ist Produzent von ca. 350 CDs und Herausgeber von mehr als 40 Publikationen zur Musikpädagogik und zur zeitgenössischen Musik (edition neue zeitschrift für musik).
Für die Weiterentwicklung des Labels WERGO erhielt er 2013 den Ehrenpreis der Deutschen Schallplattenkritik.
Seit 2020 ist er künstlerischer Leiter des Festivals weit! neue musik weingarten, das seit 2021 als Nachfolgefestival die früheren Internationalen Weingartener Tage für Neue Musik (1986–2016) weiterführt.